# Massacre d'Allende
Le massacre d'Allende est un massacre exécuté par le cartel Los Zetas qui débute le 18 mars 2011, dans la ville d'Allende et ses environs au Mexique, et qui s'étale sur plusieurs semaines. Il s'agit, de par son ampleur et de par la responsabilité des autorités mexicaines et de la DEA, d'un fait marquant de la guerre de la drogue au Mexique. Il se déroule un peu avant et en simultané avec le massacre de 2011 à San Fernando.

## Localisation
Allende est une ville de 22 000 habitants située dans l'état mexicain de Coahuila. Elle se trouve à 60 km de la frontière avec le Texas, et plus précisément d'Eagle Pass. Elle forme, avec Morelos, Villa Unión, Nava, et Zaragoza, la région des Cinco Manantiales aux alentours de Piedras Negras. Allende est réliée à Villa Unión par la route COAH 15.

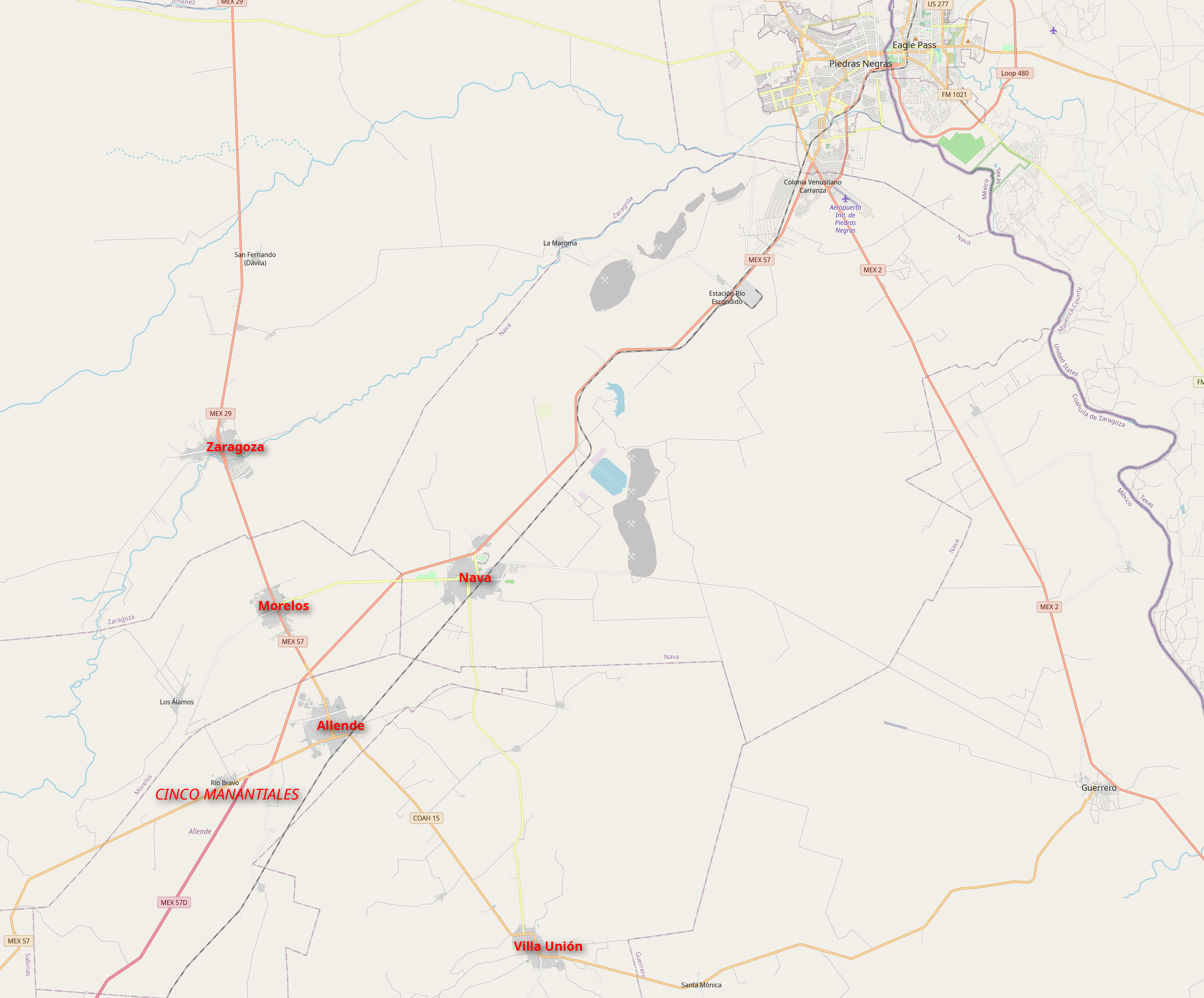
Région des Cinco Manantiales en rouge.

## Le massacre

### Contexte
Los Zetas est un cartel de la drogue mexicain ayant émergé dans les années 1990, initialement comme le bras armé du Cartel du Golfe. En février 2010, le groupe se sépare du Cartel du Golfe et devient ainsi son adversaire. Il est, à l'époque, principalement basé dans le Nord et l'est du Mexique.

### Déroulé
Le 18 mars 2011, à partir de 18 h 30 une soixantaine de sicarios de l'organisation criminelle Los Zetas entrent dans le ranch de Los Garza, famille originaire de l'état de Nuevo León. Débute alors une série de destructions, de maisons et de commerces, d'enlèvements et d'assassinats. Ils enlevèrent entre autres des personnes qui travaillaient pour les familles Garza et Moreno. D'après José Juan Morales, directeur de l'enquête sur les disparus au parquet de Coahuila, les membres du cartel font disparaître les corps en les brûlant. Dans le ranch de Los Tres Hermanos , des corps sont placés dans des barils et mis à feu pendant six heures puis jetés dans un fossé. Les maisons ont été pillées et les auteurs du massacre ont même encouragé les voisins à en faire de même, volant des réfrigérateurs ou des plantes. Une fois les pillages terminés, Los Zetas, aidés de plusieurs policiers, se mirent à détruire les maisons, à la grenade ou au marteau, voire à l'aide d'engins de chantier,,.

« Nous avons des témoignages de personnes qui disent avoir participé au crime. Ils ont décrit une cinquantaine de camions arrivant à Allende, transportant des personnes liées au cartel. Ils ont pénétré dans les maisons, les ont pillées et les ont brûlées. Ensuite, ils ont enlevé les personnes qui vivaient dans ces maisons et les ont emmenées dans un ranch juste à l'extérieur d'Allende.
D'abord, ils les ont tués. Ils les ont mis dans un hangar de stockage rempli de foin. Ils les ont arrosés de combustible et les ont enflammés, alimentant les flammes pendant des heures et des heures. »

— José Juan Morales, directeur de l'enquête sur les disparus au parquet de Coahuila

« J'avais deux amis qui collectionnaient et vendaient de la camelote. Ils ont entendu dire que le ranch brûlait et que les propriétaires étaient partis, alors ils sont allés - un père et son fils - voir s'il y avait quelque chose qui valait la peine d'être pris. Ils ont dit avoir vu un congélateur à la sortie de l'autoroute, un gros. Et ils voulaient le prendre. Mais c'était vraiment lourd. Le père a alors dit au fils : "Jetons ce qu'il y a à l'intérieur". Ils l'ont ouvert et ont vu deux corps. Ils se sont enfuis. »

— Márquez, vendeur de hot dogs
Les autorités mexicaines étaient au courant du massacre qui se déroulait, mais 20 policiers reçurent l'ordre de ne pas patrouiller et de ne pas répondre aux appels à l'aide, de même que celui d'enlever toute personne appartenant à la famille Garza. Les assaillants ont même utilisé une patrouille de police pour déplacer des individus enlevés vers un ranch. De plus, certains documents attestent du fait que le maire de l'époque, Sergio Lozano Rodríguez, avait été menacé,.

## Bilan humain
D'après des observateurs, plus de 300 ou 400 personnes disparurent au cours du massacre et ne furent jamais retrouvées. Le gouvernement mexicain décompte officiellement 28 morts. Environ 20 Garza sont considérés morts. D'après les enquêteurs, il eut deux survivants, une fille de cinq ans et un garçon de trois ans, visiblement transportés par un policier membre de Los Zetas vers Piedras Negras,,,.

## Raisons du massacre
Plusieurs mois avant le massacre la DEA réussit à persuader un membre haut placé de Los Zetas de leur remettre les numéros d'identification des téléphones (code PIN) utilisés par Miguel Treviño Morales et son frère Omar Treviño Morales, leaders du cartel. Pour éviter la capture, les leaders de Los Zetas demandaient à leur proche lieutenant à Coahuila, Mario Alfonso Cuéllar, de leur fournir de nouveaux téléphones portables toutes les quatre semaines. Cuéllar a confié la tâche d'acheter ces téléphones à son bras droit, Héctor Moreno. 

« Comment ai-je su qu'il y avait des problèmes ? Parce que je détenais 596 kilos de cocaïne pour le cartel, et Z-40 [ Miguel Treviño Morales ] a envoyé un gars pour me la reprendre. C'est quelque chose que j'avais déjà vu faire plusieurs fois auparavant. Chaque fois que Z-40 prévoyait de tuer un membre de l'organisation, il s'assurait d'abord qu'il avait bien repris sa marchandise.
Il m'a envoyé une photo de lui, avec des dessins de grenouilles partout. En bas de la photo, il a écrit : "Regardez, ces maudites grenouilles m'ont fait tuer", "grenouilles" étant le mot qu'ils utilisent pour désigner les indics.
J'ai appelé Z-40 et lui ai demandé : "Hé, de quoi s'agit-il ?" Il n'a pas répondu. Tout ce qu'il a dit, c'est : "J'ai besoin de te voir. Où vas-tu être plus tard ?
Je lui ai dit que j'allais être à l'hippodrome. Mais je n'y suis pas allé. J'ai appelé deux de mes gars et je leur ai dit d'aller voir ce qui se passait. Une fois sur place, ils m'ont appelé et m'ont dit : "Tu es foutu". Un des gars de Z-40 était là, pestant contre moi parce que je ne m'étais pas montré. C'est alors que j'ai su que je devais partir. »

— Mario Alfonso Cuéllar, membre de Los Zetas, condamné
Les agents américains décident par la suite de partager ce renseignement avec les autorités mexicaines. Les frères apprennent alors, certainement par des agents corrompus, qu'un des membres du cartel les a trahis. Les Treviño décident alors de se venger des indics présumés en visant la ville où résidait la famille Garza, Allende en l’occurrence. Il ne fallut que trois semaines pour que le cartel ne soit au courant de cette fuite. Des sources proches de l'affaire ont communiqué qu'après que Richard Martinez (un agent de la DEA) ait donné les renseignements à son supérieur hiérarchique, ceux-ci ont été transmis à un responsable de la DEA dans la ville de Mexico. Il a alors partagé ces renseignements avec une unité de la police fédérale mexicaine agissant sous l'encadrement de la DEA. En outre, Luis Garza et Héctor Moreno devaient aussi de l'argent à l'organisation criminelle, pour laquelle ils travaillaient depuis 2008 au moins,.

## Les suites du massacre
Toutes les personnes qui portaient le nom de famille Garza ou Moreno étaient en danger. Ainsi, la procureur locale Blanca Garza, qui ne partageait aucun lien avec la famille Garza visée, dut fuir la région. De même, un membre de la famille Garza visée par Los Zetas, Sergio Garza, réussit à fuir le massacre en se réfugiant aux États-Unis. Un an et demi après, il décide de revenir à Allende, il est alors exécuté deux semaines plus tard, en même temps que son fils.
En mai 2011, Héctor Reynaldo Pérez a déposé un rapport de disparition auprès des autorités du Mexique. Sa sœur, mariée à un membre de la famille Garza, avait disparu avec toute sa famille. Un an plus tard, Héctor Reynaldo Pérez lui-même a disparu. Il aurait été vu la dernière fois en garde à vue à Allende d'après des enquêteurs indépendants sur les droits de l'homme.
En 2014, Rubén Moreira Valdez, gouverneur de l'état de Coahuila de 2011 à 2017, annonça une enquête sur le massacre. Des enquêteurs furent dépêchés sur place pour rassembler les preuves et prélever des traces ADN. Cette enquête ne produit rien de concluant au niveau de l'ADN et aucun nouveau bilan ne fut fourni. Quelques personnes furent arrêtées, principalement des policiers. Miguel Treviño Morales est capturé en 2013 et Omar Treviño Morales en 2015.
Allende est aujourd'hui parfois dénommé "Springfield", car toutes les maisons ont été repeintes en jaune. Les traces de destruction étaient encore visibles plusieurs années après le massacre. Un groupe de personnes tenta de créer un business de visite des ruines, ils furent tués.
En juin 2019, la secrétaire à l'Intérieur, Olga Sánchez Cordero, et le gouverneur de Coahuila, Miguel Riquelme, ont présenté leurs excuses aux familles des victimes du massacre et ont promis qu'un tel massacre ne se reproduirait plus. Ces excuses sont présentées au cours d'une cérémonie dont la tenue a été recommandée par la Commission nationale des droits de l'homme du Mexique, organisme créé en 1992.

## Dans la culture populaire
- La série télévisée Somos de Netflix, est librement inspirée du massacre d'Allende. Elle comporte 6 épisodes d'environ 50 minutes chacun.